# 卡拉巴赫足球俱乐部
卡拉巴赫足球會（Qarabağ Futbol Klubu）是一支位於阿塞拜疆阿格達姆足球俱樂部，但因為纳戈尔诺-卡拉巴赫战争使地點遷到巴库，當前在阿塞拜疆足球超級聯賽角逐。2014年獲得21年以來第二個聯賽錦標，並且是第二位進入歐洲聯賽分組賽的亞塞拜然隊伍。此後參加了 2014–15、 2015–16和 2016–17歐洲聯賽分組賽。在2017–18年賽季將哥本哈根於附加賽淘汰後，卡拉巴赫成為亞塞拜然第一個進入欧洲冠军联赛分組賽的隊伍。2017年10月19日，卡拉巴赫在歐聯分組賽第三場主場守和馬德里體育會0比0，獲得歷史上歐洲冠軍聯賽第一分。2023年12月21日，卡拉巴赫在阿塞拜疆杯1/8决赛对阵巴库莫伊克，最终以1比0战胜。此场比赛在汉肯德体育场进行，也是时隔30年后阿塞拜疆在納卡地区举行的第一场足球比赛。

## 球會榮譽
- 阿塞拜疆足球超級聯賽

冠軍 (12): 1993, 2013–14, 2014–15, 2015–16, 2016–17, 2017–18, 2018–19, 2019–20, 2021–22, 2022–23, 2023–24, 2024–25
- 阿塞拜疆盃

冠軍 (8): 1993, 2005–06, 2008–09, 2014–15, 2015–16, 2016–17, 2021–22, 2023–24
- 阿塞拜疆超級盃

冠軍 (1): 1994

## 外部連結
- Official Website （页面存档备份，存于）
- Official Facebook Page （页面存档备份，存于）
- Official Instagram Account （页面存档备份，存于）
- Official Twitter Account （页面存档备份，存于）